# Sifrhippus
Sifrhippus ist eine ausgestorbene Gattung aus der Familie der Pferde (Equidae). Sie stellt den ursprünglichsten Vertreter dieser Familie und lebte zu Beginn des Eozän vor rund 56 Millionen Jahren im westlichen Nordamerika. Die Vertreter erreichten die Größe heutiger Hauskatzen und lebten in offenen Waldlandschaften.

## Merkmale
Es handelt sich um einen sehr kleinen Vertreter der frühen Pferde, der im Durchschnitt etwa 15 bis 20 % kleiner war als vergleichbare Exemplare des gleichzeitig lebenden Hyracotherium; spätere Vertreter waren aber schon merklich größer. Der Schädel war rund 15 cm lang und besaß ein rechtwinkliges Hinterhauptsbein sowie eine konvex verlaufende Stirnlinie. Der Unterkiefer maß gut 12 cm und besaß eine schmale und lange Symphyse. Das Gebiss verfügte über die vollständige untere Säugetierbezahnung, die sich aus drei Schneidezähnen, einem Eckzahn, vier Prämolaren und drei Molaren zusammensetzte, wodurch folgende Zahnformel entsteht: {\displaystyle {\frac {3.1.4.3}{3.1.4.3}}}. Der Eckzahn übertraf die Schneidezähne deutlich an Höhe. Zwischen Eckzahn und vorderen Prämolar bestand ein knapp 8 mm langes Diastema. Ein weiteres, aber wesentlich kürzeres bestand zum zweiten Prämolaren. Die Prämolaren selbst wiesen kaum molarisierte Merkmale auf und unterscheiden sich dadurch deutlich von den Molaren (hinteren Backenzähnen). Diese besaßen zwei quergestellte Zahnschmelzleisten (bilophodont), wiesen aber an deren Enden jeweils einen erhöhten Höcker auf und wirken dadurch eher bunodont. Insgesamt besaßen die Backenzähne niedrige Zahnkronen (brachyodont).
Das postcraniale Skelett ist nahezu vollständig überliefert. Die Wirbelsäule bestand aus sieben Hals-, 17 Brust-, sieben Lenden- und fünf Kreuzbeinwirbeln, die Anzahl der Schwanzwirbel ist unbekannt. Von den Gliedmaßen sind nahezu alle Knochenelemente überliefert. Der Humerus wies eine Länge von bis zu 10 cm auf, der Radius von 9 cm. Die Vorderbeine endeten wie bei anderen frühen Pferden in vier Zehen (Strahlen II bis V), wobei das Metacarpus III (Mittelfinger) mit 4 cm am längsten war. Bei den hinteren Gliedmaßen wies der Oberschenkelknochen bis 14 cm und das Schienbein 12 cm Länge auf. Hier waren nur drei Zehen ausgebildet, wobei der mittlere (Metatarsus III) mit 6 cm ebenfalls die größte Länge aufwies. Allerdings war der äußerste Zehenstrahl (Strahl V) noch als verkümmerter, mondsichelartiger Knochen präsent, was insgesamt untypisch für frühe Unpaarhufer ist. Die Langknochen ähnelten jenen von Hyracotherium, waren aber deutlich graziler gebaut. In ihrer Gesamtgröße und im Aufbau sind sie vergleichbar mit den entsprechenden Knochen einer rezenten Siamkatze.

## Fossilfunde
Funde von Sifrhippus sind bisher weitgehend nur aus Nordamerika bekannt. Der größte Teil entstammt dem Clarks-Fork-Becken und dem Bighorn-Becken im nordwestlichen Teil des US-Bundesstaates Wyoming und lagerten dort in der Willwood-Formation. Es handelt sich um überwiegend stark fragmentierte Gebissreste, doch kam aus dem Clarks-Fork-Becken auch ein nahezu vollständiges Skelett zum Vorschein, dem lediglich einzelne Elemente des Schwanzes und der Füße fehlen.
Weitere Fossilreste, die teilweise mit Sifrhippus in Verbindung gebracht werden, liegen aus dem Powder-River-Becken ebenfalls in Wyoming und aus der DeBeque-Formation im Piceance-Creek-Becken in Colorado vor. Auch hierbei handelt es sich in der Regel um Gebissmaterial und Einzelzähne. Alle Funde gehören dem Unteren Eozän an, lokalstratigraphisch werden sie dem Wasatchium zugewiesen, welches mit der Zeitstufe parallel läuft. Innerhalb der Abfolge der nordamerikanischen Landsäugetier-Biostratigraphie (NALMA = North American Land Mammal Ages) datieren die Funde in das Sandcouleeum, dem frühen Abschnitt des Wasatchiums. Dessen absolutchronologischen Alterswerte decken den Zeitraum von vor 56 bis 55 Millionen Jahren ab.
Abseits der nordamerikanischen Funde wurde ein einzelner hinterer Backenzahn aus Erquelinnes in Belgien und damit aus Europa berichtet, dessen genaue Zuweisung aber uneindeutig ist.

## Paläobiologie
Die gute Erhaltung der Knochenreste lassen einige Aussagen zur Paläobiologie zu. Die kräftige Ausbildung der Dornfortsätze an den Halswirbeln, vor allem am zweiten und siebenten, sprechen für kräftige Muskulatur, die eine hohe vertikale Beweglichkeit des Halses und des Kopfes erzeugten, eine ebensolch gute horizontale Bewegung aber gleichzeitig einschränkten. Unterstützt wurde dies weiterhin auch durch die ersten Brustwirbel, die ebenfalls große Dornfortsätze besaßen. Insgesamt war die Wirbelsäule im Stand leicht konvex gebogen. Die zahlreichen Gelenkflächen und Muskelansatzstellen an den Hinterbeinen bewirkten eine hohe Beweglichkeit und ermöglichten eine kraftvolle Bewegung, wobei die größte Kraftentfaltung wohl im Bereich des Knies erzeugt wurde. Der deutlich kräftige Femurkopf spricht für eine hohe Manövrierbarkeit im geschlossenen Gelände, ebenso wie jener des Humerus. Auch die vorderen Beine waren sehr beweglich und ermöglichten so unterschiedliche Bewegungsabläufe, allerdings war aufgrund der Ellenbogenstruktur eine Ein- und Auswärtsdrehung nicht möglich. Eine weitere Einschränkung der Beweglichkeit erfolgte durch eine geringere Mobilität von Hand und Fuß, was eine Fortbewegung in dicht bewaldeten oder stark unebenen Gelände wiederum erschwerte. Für das frühe Eozän wird im Nachweisgebiet von Sifrhippus anhand der Reste der Flora eine parkwaldartige Landschaft rekonstruiert mit dichtem Untergrundbewuchs.
Sifrhippus lebte im beginnenden Eozän vor nahezu 56 Millionen Jahren. Da keine Vorgängerformen in Nordamerika bekannt sind, wird angenommen, dass es über nördliche Verbreitungswege eingewandert ist. Während dieser geologischen Epoche kam es zum globalen Paläozän/Eozän-Temperaturmaximum, welches mit einer Abnahme der Konzentration des 13C-Isotops relativ zum 12C-Isotop aufgrund der Freisetzung tausender Gigatonnen von an 13C abgereichertem (leichtem) Kohlenstoff in das Ozean-Atmosphären-System charakterisiert ist. Das Ereignis währte etwa 175.000 Jahre, wobei es innerhalb der ersten 60.000 Jahre zu einem Temperaturanstieg von bis zu 10 °C gegenüber der Ausgangssituation kam, verbunden mit einer während des Höhepunktes zunehmenden Aridisierung des Klimas.
Untersuchungen des entsprechenden Kohlenstoffisotops an mehr als 40 stratifizierbaren jeweils ersten Molaren von eindeutig erwachsenen Individuen von Sifrhippus, die alle dem Bighorn-Becken entstammen, und parallel vorgenommenen Größenmessungen der jeweiligen Zähne ergaben markante Körpergrößenveränderungen im Laufe des Paläozän/Eozän-Temperaturmaximums. Die frühesten Vertreter von Sifrhippus besaßen dabei ein durchschnittliches Körpergewicht von 5,6 kg. Dieses reduzierte sich in den darauffolgenden 130.000 Jahren um 30 % auf etwa 3,9 kg, was mit der Verkleinerung der Molaren einherging. Diese Angehörigen von Sifrhippus sind damit die kleinsten bekannten Pferde der Erdgeschichte. Gegen Ende des Klimaereignisses mit merklichem Temperaturrückgang wuchs die Größe der Tiere wieder um 76 % auf durchschnittlich 7 kg an. Diese fluktuierenden Körpergrößenänderungen werden weitgehend mit der Bergmannschen Regel in Verbindung gebracht, welche erklärt, dass in wärmeren Gebieten durchschnittlich kleinere Körperformen bei endothermen Tieren zu beobachten sind. Das der Schrumpfungsprozess nicht auf Nahrungsmangel zurückzuführen ist, zeigten die anhand der Isotopenuntersuchungen festgestellten Klimabedingungen, welche während des Temperaturanstiegs feuchteres Klima und damit eine höhere Biomassenproduktion befürworten. Nur während des Höhepunkts des Paläozän/Eozän-Temperaturmaximums herrschte trockenes Klima vor. Ähnliche Körpergrößenänderungen konnten auch für eine spätere Klimaschwankung während des zweiten Eozänen Temperaturmaximums vor 53 Millionen Jahren bei Arenahippus festgestellt werden. Die Größenreduktion fiel hier aber mit rund 14 % geringer aus, verglichen mit den 30 % während es Paläozän/Eozän-Temperaturmaximums.
Weitere Isotopenanalysen anhand der gleichen Zähne ergaben extrem hohe Schwankungen für das 18O-Isotop. Diese Ergebnisse werden mit der Lebensweise von Sifrhippus erklärt, welches offene Landschaften bewohnte und sich dort von weicher Pflanzenkost, hauptsächlich von Blättern und deren Verdunstungswasser ernährte.

## Systematik
Sifrhippus ist eine ausgestorbene Gattung aus der Familie der Pferde (Equidae) innerhalb der Ordnung der Unpaarhufer (Perissodactyla). Die Familie, die heute lediglich die  einhufigen Vertreter einschließt, namentlich das Hauspferd und seine wildlebenden Vorfahren, die Zebras und die Wildesel einschließlich des Hausesels, war in ihrer stammesgeschichtlichen Vergangenheit äußerst vielgestaltig. Ihr Ursprung reicht bis in das beginnende Untere Eozän vor gut 56 Millionen Jahren zurück, wobei als Ausgangspunkt Nordamerika anzunehmen ist. Von dort breiteten sich die Pferde in mehreren Wellen nach Eurasien und Afrika aus, als Wildform erreichten sie allerdings nie Australien. Innerhalb der Entwicklungslinie der Pferde repräsentiert Sifrhippus die gegenwärtig älteste bekannte Form. Die frühen Angehörigen zeichnen sich noch durch einen eher urtümlichen Körperbau mit geringer Körpergröße, vierzehigen Vorder- und vier- bis dreizehigen Hintergliedmaßen sowie Backenzähnen mit niedrigen (brachyodonten) Zahnkronen aus. Unter Umständen wird diese Stammgruppe auch der Unterfamilie der „Hyracotheriinae“ zugeordnet. Dies ist aber nicht allgemein anerkannt, da die Charakterform Hyracotherium den mit den Pferden nahe verwandten, aber weitgehend nur aus Eurasien belegten Palaeotheriidae näher steht. Aufgrund der basalen Stellung ist Sifrhippus enger mit anderen Frühformen wie Eohippus und möglicherweise auch Xenicohippus enger verbunden.
Zwei Arten werden heute anerkannt:
- S. grangeri (Kitts, 1956)
- S. sandrae (Gingerich, 1989)

Beide Arten wurden in ihren ursprünglichen Beschreibungen jeweils Hyracotherium zugewiesen, wobei David B. Kitts im Jahr 1956 S. grangeri mit H. angustidens grangeri nur auf Unterartenniveau führte, Philip D. Gingerich diese 1989 jedoch auf Artebene hob. Hyracotherium wurde lange Zeit als frühe Form der Pferde geführt, die sowohl aus Europa, wo sie im Jahr 1840 von Richard Owen anhand von Funden aus England definiert worden war, als auch aus Nordamerika bekannt war. Eingehende Studien zeigten aber im Verlauf des 20. Jahrhunderts auf, dass das europäische Hyracotherium der Entwicklungslinie der Palaeotheriidae nähersteht, die nordamerikanischen Funde jedoch tatsächlich mit frühen Pferden verbunden sind. Aufgrund dieses paraphyletischen Ursprungs der Gattung Hyracotherium löste David. J. Froehlich im Jahr 2002 den nordamerikanischen Strang auf und ordnete H. sandrae dem von ihm neu geschaffenen Taxon Sifrhippus zu, während er H. grangeri in die ebenfalls neue Gattung Arenahippus eingliederte. Im Jahr 2012 wurde letztendlich Arenahippus aufgrund zu wenig trennender Merkmale in Teilen mit Sifrhippus gleichgesetzt. Eine weitere Studie der Zähne von Sifrhippus mit denen von Minihippus, ebenfalls von Froehlich 2002 aufgestellt, zweifelt an der Eigenständigkeit von letzterer Gattung. Die Autoren der Untersuchung verweisen dabei auf den teils starken Abkauungs- und Verwitterungsgrad der Zähne und vereinigten beide Gattungen. Sie schlugen für den gesamten Sifrhippus-Minihippus-Komplex die Artbezeichnung S. index vor, mahnen aber weitere Untersuchungen der eozänen nordamerikanischen Pferde an.